# Lisowice (Slezské vojvodství)
Lisowice je obec v gmině Pawonków na jihu Polska v Horním Slezsku. Leží asi 54 kilometrů severozápadně od města Katovice a 6 kilometrů západně od města Lubliniec.

## Název
Název, podle německého jazykovědce Heinricha Adamy, pochází od polského pojmenování lišky (polsky lis). Ve svém díle o místních názvech na Slezsku vydaném v roce 1888 ve Vratislavi jmenuje tuto vesnici jako Lissowice, kdy vysvětloval tento název Fuchsjagerdorf čili polsky Wieś polujących na lisy (Vesnice lovící lišky).
V latinské kronice Liber fundationis episcopatus Vratislaviensis, která byla napsána v letech 1295–1305, je vyjádřená v latinské podobě Lyssovitz polonico.
Geografický slovník Polského království, který byl vydán koncem 19. století uvádí název vesnice Lisowice a německý název Lissowitz.

## Historie
Do 14. století náležela do Polského království, od 14. století pod vládu Českého království a od roku 1526 pod Habsburskou monarchii. V letech 1741–1871 byla pod vládou Pruska a v letech 1871–1922 pod vládou Německa. V letech 1922–1939 náležela pod autonomního Slezského vojvodství v Polsku. V letech 1975–1998 vesnice byla pod správou vojvodství Čenstochovice.
V roce 1902 byla v Lisowicích založena hasičská jednotka.

## Paleontologické nálezy
V poslední době je známá především jako významná paleontologická lokalita, kde jsou v prostoru nedaleké cihelny objevovány fosilie obratlovců z období svrchního triasu (počátek druhohor, asi před 205 až 200 miliony let). Byly zde nalezeny například zkameněliny obřích savcovitých plazů dicynodontů (Lisowicia), dravých archosaurů rauisuchianů ad. V roce 2008 média oznámila, že zde polští paleontologové (Jerzy Dzik, Tomasz Sulej a Grzegorz Niedźwiedzki) odkryli pozůstatky jednoho z nejstarších velkých teropodních dinosaurů. Zařazení tohoto archosaura k dinosaurům je však sporné. V roce 2012 byl tento dravý archosaur formálně popsán jako Smok wawelski.  V létě roku 2008 bylo v obci založeno malé paleontologické muzeum, nacházející se v místní administrativní budově.

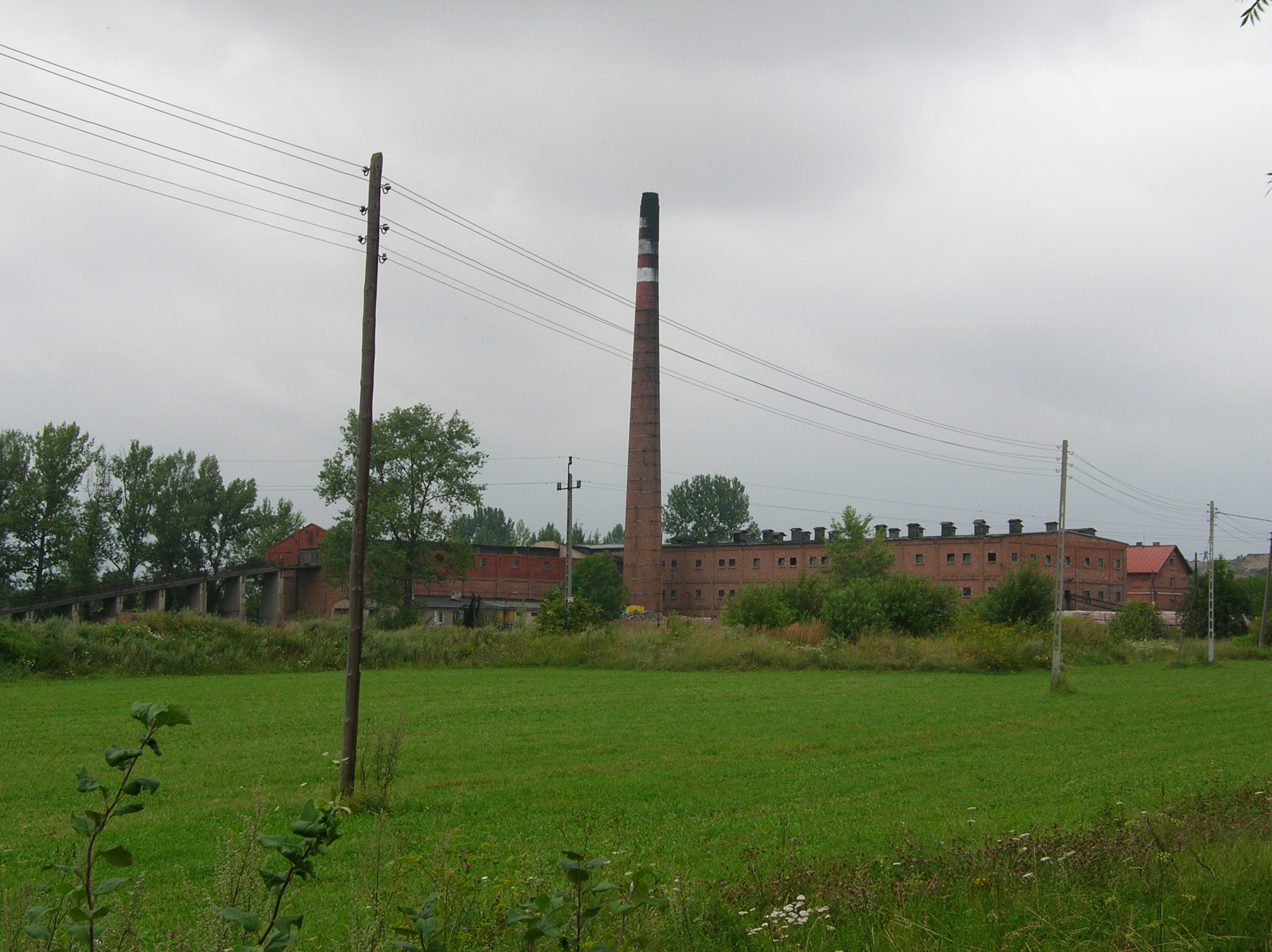
Objekt staré cihelny nedaleko Lisowic, který je významnou paleontologickou lokalitou